# Timothy Boyer
Timothy Howard Boyer (* 20. März 1941 in New York City) ist ein US-amerikanischer theoretischer Physiker.
Boyer studierte an der Yale University (Bachelor-Abschluss 1962) und wurde 1968 an der Harvard University promoviert. Als Post-Doktorand war er 1968 bis 1970 an der University of Maryland (Center for Theoretical Physics) und wurde 1970 Assistant Professor, 1974 Associate Professor und 1980 Professor am City College of New York (CCNY).
Er ist ein Hauptvertreter der stochastischen Elektrodynamik, einem Ansatz der klassischen Elektrodynamik mit dem Ansatz eines Feldes aus zufälligen Vakuumschwankungen. 1980 erklärte er damit den Unruh-Effekt und er leitete damit Van-der-Waals-Kräfte ab.
2003 wurde er Fellow der American Physical Society.
Er ist seit 1977 verheiratet und hat zwei Kinder.

## Schriften
- The classical vacuum, Scientific American, Band 253, Heft 2, 1985, S. 70–78
- Random electrodynamics: The theory of classical electrodynamics with classical electromagnetic zero-point radiation, Phys. Rev. D 11, 1975, S. 790–808
- Retarded van der Waals forces at all distances derived from classical electrodynamics with classical electromagnetic zero-point radiation, Physical Review A 7, 1973, S. 1832–40
- Thermal effects of acceleration through random classical radiation, Phys. Rev. D, Band 21, 1980, 2137–2148
- A brief survey of stochastic electrodynamics, in: A. O. Barut (Hrsg.), Foundations of radiation theory and quantum electrodynamics, Springer, 1980, S. 49–83